# Institut für Virologie und Immunologie

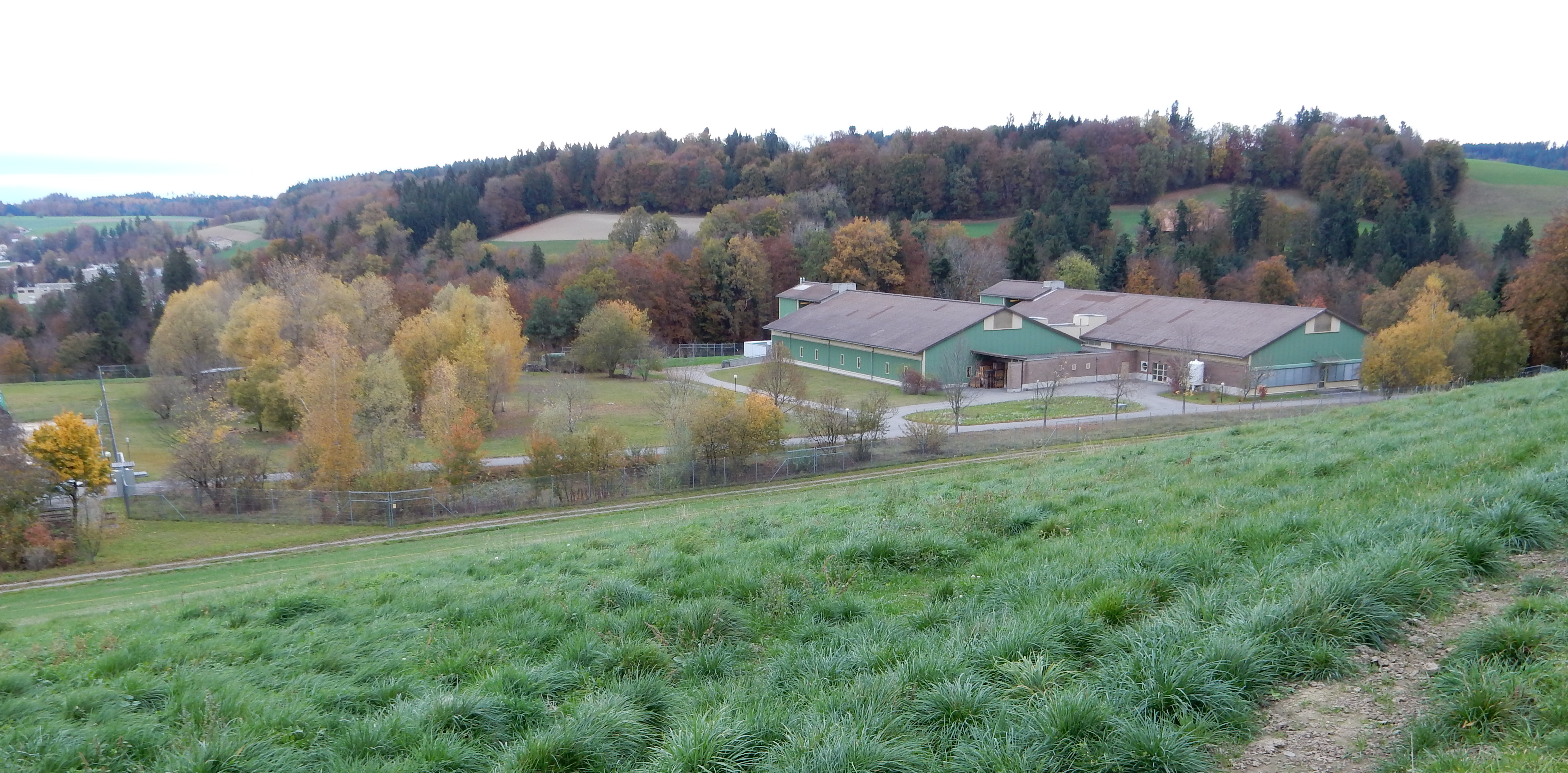
Der geschützte Bereich des IVI in Mittelhäusern

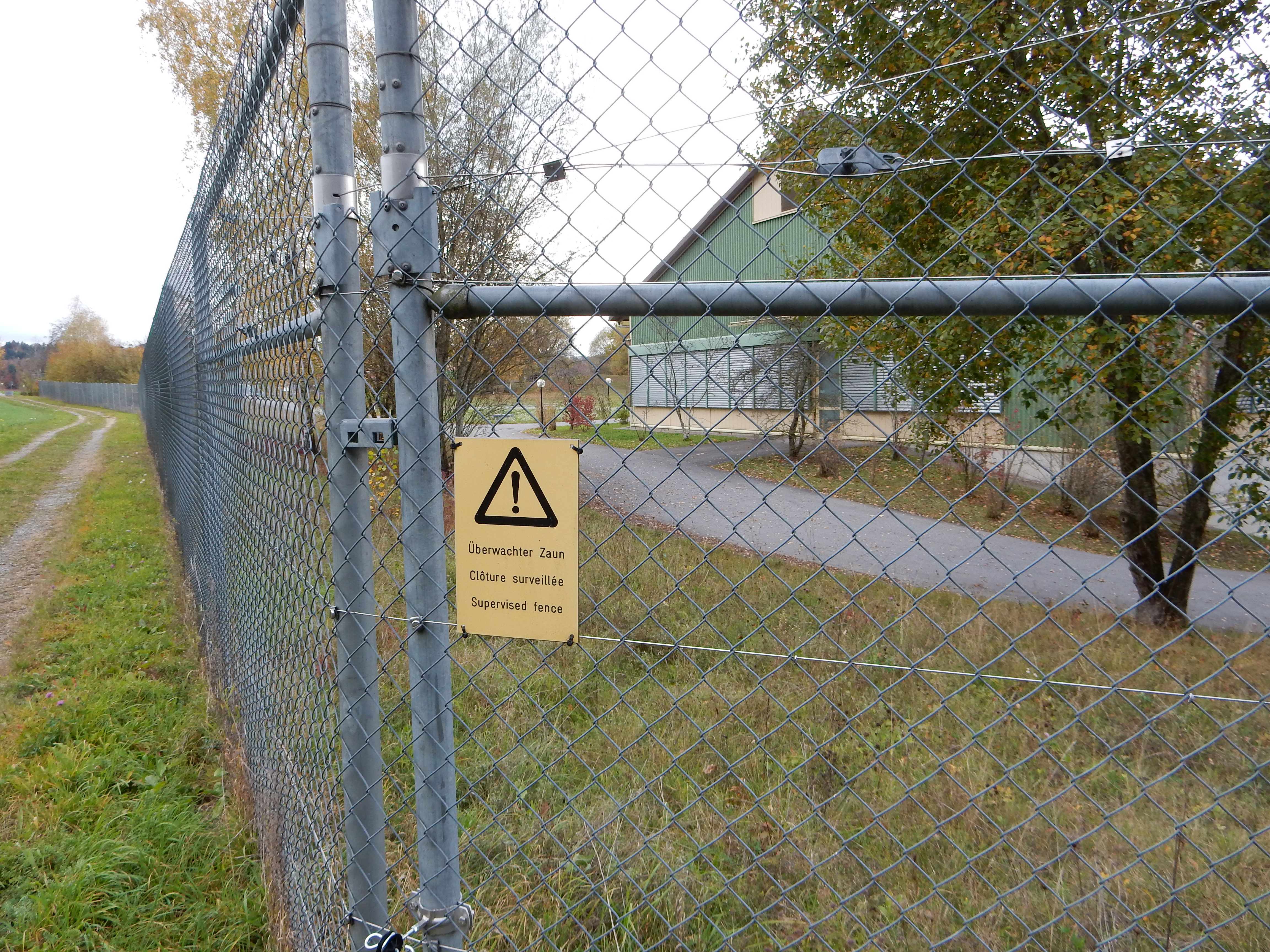
Sicherheitszaun um einen Teil des IVI

Das Institut für Virologie und Immunologie IVI (früher Institut für Viruskrankheiten und Immunprophylaxe IVI) (französisch Institut de virologie et d’immunologie IVI, italienisch Istituto di virologia e di immunologia IVI, rätoromanisch Institut da virologia e d'immunologia IVI, englisch Institute of Virology and Immunology IVI) ist eine staatliche Forschungseinrichtung des Bundesamts für Lebensmittelsicherheit und Veterinärwesen (BLV) in der Schweiz, die sich mit der Erforschung und Bekämpfung von Tierseuchen beschäftigt.

## Geschichte
1938 war die Schweiz von einer grossen Epizootie der Maul- und Klauenseuche (MKS) betroffen, was Bundesrat und Parlament dazu veranlasste, eine eidgenössische Einrichtung zur Bekämpfung von Tierseuchen zu schaffen. Daraufhin wurde am 26. Oktober 1942 das Eidgenössische Vakzine-Institut in Basel eröffnet. Dieses Institut entwickelte und produzierte primär Impfstoffe gegen die MKS.
Mit den steigenden Sicherheitsanforderungen an Labors, die Umgang mit dem MKS- und anderen hochansteckenden Viren haben, entsprach das direkt am Bahnhof von Basel gelegene Vakzine-Institut mit der Zeit nicht mehr den internationalen Standards. 1992 zog das Institut nach Mittelhäusern in der Gemeinde Köniz und nahm dabei auch seinen heutigen Namen an. Die dort eigens für das IVI errichteten Gebäude und Stallungen entsprechen den Anforderungen an die höchste Biologische Schutzstufe (4).
2014 wurde das IVI mit dem ehemaligen Institut für Veterinär-Virologie IVV der Vetsuisse-Fakultät Bern zusammengelegt und hat nun zwei Standorte, Mittelhäusern und Bern.
2017 wurde begonnen ein zusätzliches Verwaltungsgebäude zu bauen und das bestehende Institut in Mittelhäusern zu sanieren. Das nationale Parlament hatte dafür einen Kredit von 35 Mio. Franken bewilligt. Die Stellenzahl bleibt bei rund 70 Personen (2017).

## Organisation

### Diagnostik
Das IVI ist das nationale Referenzlabor für die Diagnose hochansteckender Tierseuchen und anderer, auch in der Schweiz nicht vorkommender durch Viren verursachter Tierseuchen. Die Schwerpunkte liegen bei der Diagnose von MKS, klassischer Schweinepest, Geflügelpest („Vogelgrippe“) und PRRS. Zur Diagnose verwendet das IVI entweder direkte Erregernachweise oder serologische Methoden.

### Entwicklung
Der Bereich Entwicklung entwickelt und überprüft neue Diagnosemethoden für verschiedene Tierseuchen und entwickelt diese in Zusammenarbeit mit externen Firmen bis zur Marktreife. Daneben überprüft und validiert das IVI auch bereits bestehende Diagnosemethoden kontinuierlich.

### Forschung
Der Bereich Forschung arbeitet unter anderem mit dem Bereich Entwicklung zusammen.
In der Grundlagenforschung beschäftigt sich das IVI vor allem mit virologischen und immunologischen Fragen, insbesondere auch der Interaktion zwischen Viren und Wirt und der Virenevolution.
Die Forschung am IVI wird primär aus Drittmitteln finanziert, unter anderem vom Nationalfonds und dem BLV, aber auch von EU-Förderprogrammen und von privaten Unternehmen.

### Impfstoffkontrolle
Der Bereich Impfstoffkontrolle ist verantwortlich für die Zulassung neuer Impfstoffe und Immunseren sowie für die Prüfung einzelner Impfstoffchargen. Zur Impfstoffprüfung gehört auch die Überprüfung der Schutzwirkung im Tierversuch.
Daneben führt der Bereich eine Datenbank aller in der Schweiz zugelassenen immunologischen Tierarzneimittel und erteilt im Einzelfall auch die Bewilligung für Einfuhr und Einsatz nicht zugelassener Mittel.

## Personalbestand ab 2007
| Jahr | Vollzeitstellen |
| ---- | --------------- |
| 2007 | 43              |
| 2008 | 43              |
| 2009 | 44              |
| 2010 | 43              |
| 2011 | 44              |
| 2012 | 46              |
| 2013 | 47              |
| 2014 | 62              |
| 2015 | 64              |
| 2016 | 64              |
| 2017 | 83              |
| 2018 | 91              |
| 2019 | 92              |
| 2020 | 89              |
| 2021 | 92              |
| 2022 | 95              |
| 2023 | 95              |
| 2024 | 102             |